# Informační podpora
Informační podpora představuje proces (soubor informačních činností) podporující informačně řídící, rozhodovací a poznávací procesy. V některých případech se pojmu informační podpora užívá volněji. Označuje se tím nabídka možností a nástrojů k zajištění nebo vykonání určité činnosti (např. zpracování projektu).

## Informační společnost
Současné informační technologie umožnily vznik informační společnosti. Tyto technologie se již užívají ve většině oborů a odvětví lidské činnosti. Došlo k informační explozi, která způsobila nebývalé informační přetížení. Lidé jsou zavaleni zprávami a informacemi různého charakteru. Většina činností je v současnosti svým způsobem také činnostmi informačními. Jejich výstupem je určitý informační obsah nebo výstup (dokument, zpráva, návrh, objednávka atd.), který je v závislosti na postupu pracovní činnosti předán příjemci (příjemcům) k dalšímu zpracování nebo využití. Množství informačních podnětů, na něž je nezbytné reagovat a záležitostí, které je potřebné vyřídit, roste. Přestože mají uživatelé informací přebytek, stěžují si, že nemají ty správné. Jednou z příčin tohoto stavu je, že nemají zajištěnu dobrou informační podporu.

## Informační podpora řídících, rozhodovacích a poznávacích procesů
„Informační podpora představuje proces (soubor informačních činností) podporující informačně řídicí, rozhodovací a poznávací procesy.“[zdroj?] Cílem informační podpory je uspokojit prostřednictvím informačních činností informační potřeby, nezbytné k výkonu daného procesu. Mezi základní informační činnosti patří vyhledávání informací, jejich zpracování, prezentace, archivace a další. V některých pramenech je vymezení informačních činností širší. Zákon definuje informační činnost jako „získávání a poskytování informací, reprezentace informací daty, shromažďování, vyhodnocování a ukládání dat na hmotné nosiče a uchovávání, vyhledávání, úpravu nebo pozměňování dat, jejich předávání, šíření, zpřístupňování, výměna, třídění nebo kombinování, blokování a likvidace dat ukládaných na hmotných nosičích.“[zdroj?] Úroveň informačních činností závisí jak na schopnostech vykonavatele, tak na použitých nástrojích, především informačním systému. Významnou roli při tom sehrává rozhraní uživatel – informační systém.
Informační podpora s využitím informačního systému označuje informační tok, představující informační interakci uživatele s uživatelským rozhraním informačního systému. Pro uživatele je velmi důležité, aby věděl jak vyhledat potřebné informační položky, jak se ovládá uživatelské rozhraní, jak data vkládat do databáze nebo jak pracovat z danou aplikací. Měl by mít konceptuální představu o struktuře informačních impresí, elektronických dokumentů (průsvitek), funkcích a způsobu ovládání informačního rozhraní. Bez uvedených znalostí a představ bude jeho činnost těžkopádná a pomalá. Uživatelské rozhraní by mělo být navrženo tak, aby nepředstavovalo překážku, ale výhodu ve výkonu jednotlivých informačních činností.
Informační podpora zdůrazňuje procesy vyhledání, zpracování a prezentace informací. Úzce navazuje na myšlenkové procesy uživatele. Velmi obtížně se při tom odlišuje informační a komunikační podpora činnosti uživatele. Komunikační podpora představuje synchronní nebo asynchronní výměnu informací. Synchronní výměna se uskutečňuje s využitím telefonního (fonického) provozu, případně nástroji instant messagingu, asynchronní s využitím přenosu zpráv především nástroji elektronické pošty a faxu.
Z hlediska aktivity jednotlivých prvků mohou být informace taženy nebo tlačeny. Jsou-li informace tlačeny, pak je aktivní zdroj informace a ten se je snaží podle adresního seznamu předat všem požadovaným příjemcům. Obrácená situace nastane v opačném případě při tažení informací. V tomto případě je aktivní příjemce informací, který potřebuje uspokojit konkrétní informační potřebu a požadovanou informaci vyhledává. Optimálnosti informační podpory se dosahuje správnou identifikací informačních zdrojů, organizací informačních toků v čase a využitím informací pro potřeby poznávání, rozhodování a řízení.

## Informační potřeby

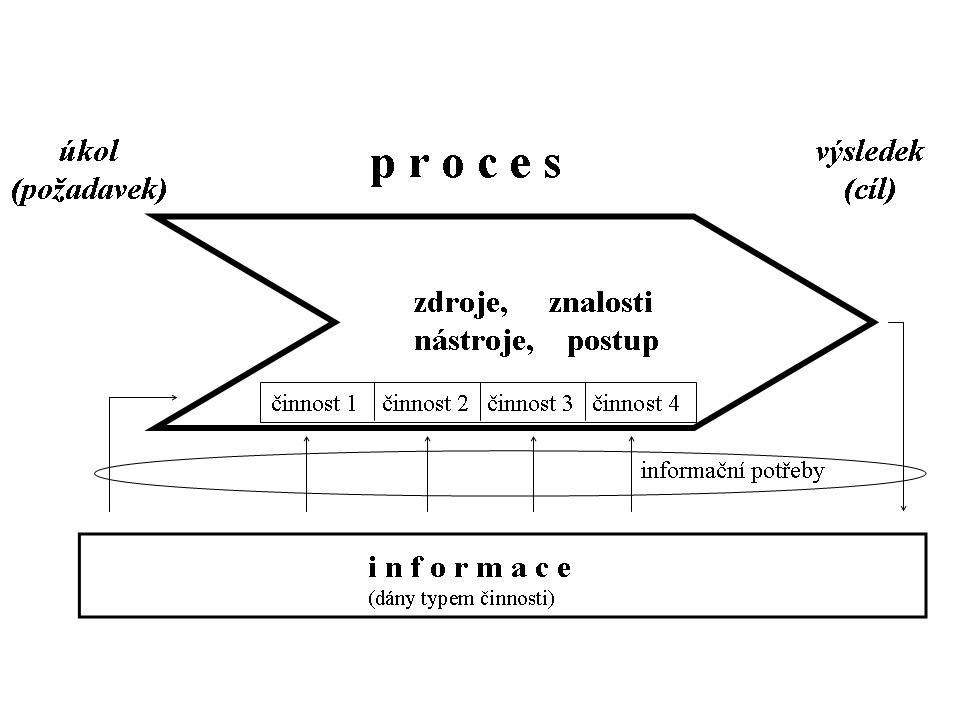
Obr.1 Informační potřeby vykonavatele procesu

Každý proces by měl vést k splnění cíle. Vstupy a zdroje jsou pomocí nástrojů, postupu, znalostí a informací transformovány v požadovaný výsledek. Obvykle proces sestává z řady vzájemně návazných činností. Výkon každé z dílčích činností zpravidla vyžaduje ke své realizaci informace. Jedná se zejména o monitorování stavu a usměrnění dalšího průběhu činnosti tak, aby došlo k dosažení výsledku (cíle). Souhrn informací, potřebných k realizaci všech činností, představuje informační potřeby vykonavatele procesu. Informační podpora by měla zajistit uspokojení takovýchto informačních potřeb. Na obr. 1 je zobrazen vztah procesu, činností a informačních potřeb.

## Informační podpora řízení
Informační podpora řízení představuje proces (soubor informačních činností) podporujících řízení po informační stránce. Na obr. 2 je zobrazen způsob zajištění informační podpory mezi subjektem a objektem řízení.

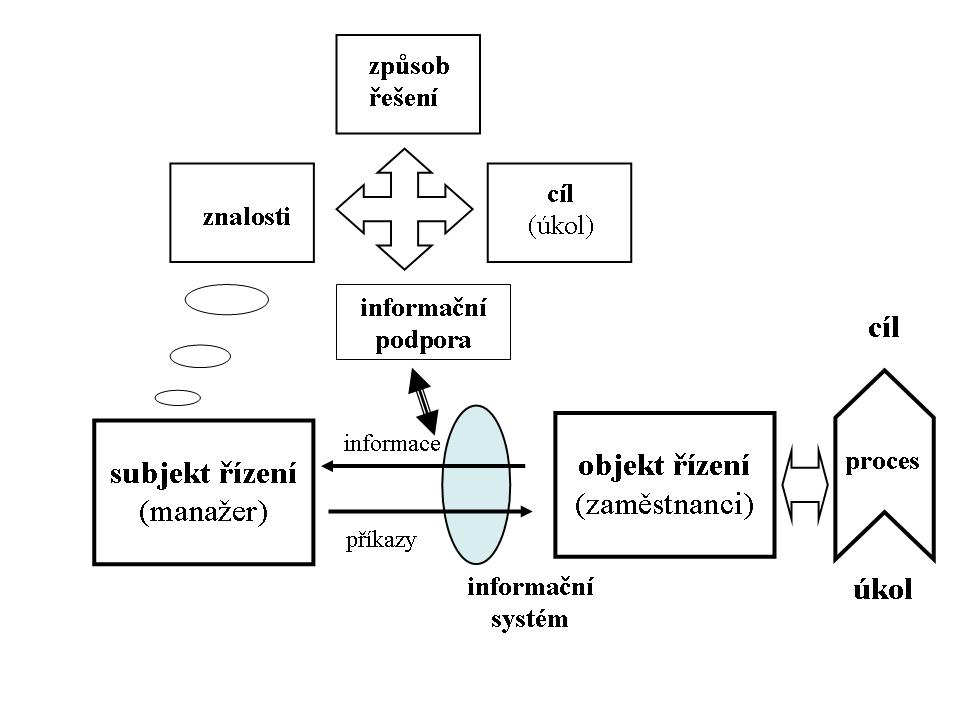
Obr.2 Informační podpora řízení

Úkolem subjektu řízení je zajistit splnění úkolu a dosáhnout tím uskutečnění vytyčeného cíle. Dosahuje toho řízením objektu řízení. Subjekt řízení obvykle využívá k zjištění stavu plněného procesu informační systém. Prostřednictvím informační podpory, realizované řadou informačních činností, si vytváří obraz o stavu plněného procesu. Na základě znalostí a vědomí plněného cíle vydává subjekt řízení potřebné příkazy k usměrnění činnosti objektu řízení tak, aby byl cíl splněn. Takovéto příkazy mohou být ve formě zpráv nebo také změn dat v databázi informačního systému. Změny dat se následně prostřednictvím vazeb projevují upřesněním průběhu vykonávaného procesu. Informační podpora řízení, realizovaná řadou informačních činností subjektu a objektu řízení, zajistí v konečném důsledku dokončení procesu a splnění stanoveného cíle.

## Shrnutí
V současnosti dosáhly, díky rozvoji informačních technologií, možnosti naplnění informačních potřeb uživatelů vysoké úrovně. Potenciál k zajištění informační podpory neustále vzrůstá. Otázkou je, jestli roste úroveň informační podpory poznávacích, rozhodovacích a řídících procesů. Cílem by měl být především informační systém, obsahující požadovaná data. To je ale pouze nezbytným předpokladem kvalitní informační podpory. Do její celkové úrovně se také promítají schopnosti uživatele potřebné informace získat a dále s nimi pracovat. Jedná se o informační gramotnost uživatele. Rozvoj informační podpory má tedy jak rozměr technologický, tak personální a uživatelský.